# Kanton Besançon-Planoise
Der Kanton Besançon-Planoise war von 1973 bis 2015 ein französischer Wahlkreis im Département Doubs und in der damaligen Region Franche-Comté. Er umfasste den Stadtteil Planoise im Westen von Besançon. Die landesweiten Änderungen in der Zusammensetzung der Kantone brachten im März 2015 seine Auflösung. Vertreter im conseil général des Départements war zuletzt von 2012 bis 2015 Lotfi Saïd.